# 45027 Cosquer
45027 Cosquer è un asteroide della fascia principale. Scoperto nel 1999, presenta un'orbita caratterizzata da un semiasse maggiore pari a 2,7359619 au e da un'eccentricità di 0,0625440, inclinata di 5,12378° rispetto all'eclittica.
L'asteroide è dedicato al sommozzatore professionista francese Henri Cosquer.